# تيم كوتش (سياسي)
تيم كوتش هو سياسي أمريكي، ولد في 19 أغسطس 1961. نشط حزبياً في الحزب الجمهوري. وقد انتخب عضو مجلس نواب كنتاكي ‏.